# Bogdan Muntean
Bogdan Muntean (ur. 12 lutego 1978 w Bârladzie) – rumuński rugbysta, reprezentant kraju, trener.
Grać w rugby zaczął w wieku siedmiu lat w klubie Steaua Bukareszt, z którym zdobywał tytuły mistrzowskie w kategoriach juniorskich. W latach 1999–2006 związany był z zespołem Dinamo Bukareszt i wraz z nim zdobył cztery mistrzostwa i trzy puchary kraju oraz występował w europejskich pucharach. Kolejne trzy lata spędził natomiast w drużynie RCJ Farul Constanța, po czym wyjechał do Wielkiej Brytanii, gdzie został grającym trenerem klubu Northwich RUFC w sezonie 2009/10. Prócz pierwszej drużyny trenował wówczas także zespoły dziecięce i juniorskie, a w 2010 roku został także powołany do drużyny hrabstwa Cheshire. Powrócił następnie do Rumunii i do 2012 roku występował w Dinamo łącząc granie z pracą szkoleniową w zespole juniorów.
Jego jedynym testmeczem było spotkanie z Włochami w 2000 roku, choć w reprezentacji Rumunii zagrał jeszcze przeciwko Nowej Zelandii A. Uczestniczył także w tournée kadry do Walii i Anglii w roku 2001.
Doświadczenie trenerskie zbierał z kadrą U-18 na Mistrzostwach Europy 2008, a pod koniec września 2012 roku został mianowany przez Federațiă Română de Rugby szkoleniowcem męskich kadr w rugby 7. Seniorski zespół prowadził w mistrzostwach Europy w edycjach 2013 i 2014, kadrę U-19 zaś na mistrzostwach Europy w 2013 i 2014 roku. W roli trenera uczestniczył też w turnieju rugby 7 na Letniej Uniwersjadzie 2013.